# Ванюков, Михаил Павлович
Михаил Павлович Ванюков (1912—1972) — советский учёный в области физической оптики и квантовой электроники, лауреат Государственной премии СССР.
Окончил Ленинградский государственный университет (1937).
Работал в Государственном оптическом институте им. С. И. Вавилова (ГОИ): младший и старший научный сотрудник, начальник отдела.
Специалист в области атомной спектроскопии, высокоинтенсивных источников света и квантовой электроники. 
В 1945-1946 гг. с сотрудниками создал первый советский импульсный оптический локатор с газоразрядными лампами и импульсным электронно-оптическим преобразователем (ЭОП).
Под его руководством был создан первый в СССР промышленный твёрдотельный лазер, давший начало выпуску высокоточных приборов различного назначения.
Автор более 130 научных работ и изобретений.
Доктор физико-математических наук, профессор.
Лауреат Государственной премии СССР (1974) — за разработку оптических квантовых генераторов на неодимовом стекле и освоение их серийного производства. Награждён орденами Ленина, Трудового Красного Знамени, «Знак Почёта» и медалями.
Умер 19 августа 1972 года.